# 日本民主革命論争
日本民主革命論争（にほんみんしゅかくめいろんそう）とはほぼ1927年から1932年まで行われた日本のマルクス主義者間で行われた論争。当面の日本革命の内容、性格、戦略をめぐって日本共産党と労農派が行った。

## 背景
日本共産党は1926年の再建後、内部で今後の戦略について議論が行われ、二十七年テーゼによる二段階革命論が決定された。一方、猪俣津南雄や山川均らは一段階革命論を主張し、1927年12月に『労農』を創刊、労農派が誕生した。

## 論争
論争では「明治維新の意義と評価」、「労農同盟、農業革命の必然性」、「ブルジョア民主主義革命から社会主義革命への条件」、「日本における封建制残存の評価」などが行われた。一言で共産党と労農派の違いは「天皇制とどう向き合うか」であった。共産党は天皇制と真っ向から対決することを主張し、労農派は対決を主張しなかった。

## 収束
論争は共産党の事実上の機関紙である「マルクス主義」の終刊によって一応終結した。しかし、土地所有関係、小作料問題で論争が交わされていた。また、共産党は1931年に「政治テーゼ（草案）」を発表し、その内容は基本的に労農派と一致するに至った。
1932年、三十二年テーゼが発表され、1931年発表の草案は廃棄され、日本共産党は二段階革命論堅持を確認した。論争は日本資本主義論争として引き継がれ、講座派対労農派として引き継がれることになる。